# Ꙩ
Ꙩ, ꙩ – jeden z rzadkich rękopiśmiennych wariantów cyrylickiej litery O. Litera ta występuje w niektórych rękopisach sporządzonych we wczesnej cyrylicy, m.in. w zapisie słowa ꙩкꙩ (oko).

## Kodowanie
| Znak                   | Ꙩ                                   | Ꙩ                                   | ꙩ                                 | ꙩ                                 |
| ---------------------- | ----------------------------------- | ----------------------------------- | --------------------------------- | --------------------------------- |
| Nazwa w Unikodzie      | cyrillic capital letter monocular o | cyrillic capital letter monocular o | cyrillic small letter monocular o | cyrillic small letter monocular o |
| Kodowanie              | dziesiątkowo                        | szesnastkowo                        | dziesiątkowo                      | szesnastkowo                      |
| Unicode                | 42600                               | U+a668                              | 42601                             | U+a669                            |
| UTF-8                  | 234 153 168                         | ea 99 a8                            | 234 153 169                       | ea 99 a9                          |
| Odwołania znakowe SGML | &#42600;                            | &#xa668;                            | &#42601;                          | &#xa669;                          |